# 브란코 바비치
브란코 바비치(Branko Babić, 1950년 9월 11일~)는 세르비아 출신의 축구 지도자이다. 경남 FC에서 감독 대행 직을 수행한 바 있다.
2014년 7월 3일 경남 FC의 기술고문으로 영입되었고 이차만 감독의 중도 사퇴로 2014년 8월 14일 감독 대행으로 선임되었다.

## 경력 논란
2014년 8월 14일 경남 FC에서 배포한 브랑코 바비치 감독 대행 선임 보도자료 내용 중 브랑코 바비치의 경력을 소개하면서 "2000년부터 2년간 J리그 시미즈 에스펄스를 지휘하면서 구단 최초로 일왕배 우승을 거머쥐었고 2001, 2002 일본 제록스컵에서 2년 연속으로 우승컵을 들어 올렸다" 이렇게 기술하였다.
그러나 브랑코 바비치는 당시 시미즈 에스펄스의 코치였을뿐 당시 감독은 제무노비치 감독이었다.